# تریس سایرس
تریس سایرس (انگلیسی: Trace Cyrus؛ زاده ۲۴ فوریهٔ ۱۹۸۹) یک موسیقی‌دان اهل ایالات متحده آمریکا است. وی از سال ۲۰۰۶ میلادی تاکنون مشغول فعالیت بوده‌است.
وی سال ۱۹۸۹ در شهر نشویل به دنیا آمد.
برادر مایلی سایرس، نوا سایرس، برندی سایرس و بریسون سایرس.
فرزند بیلی ری سایرس نوازنده سبک کانتری و تیش سایرس.
تریس در گروهی به نام مترو کالیفرنیا راک می‌خواند.